# Верх-Ельцовский
Верх-Ельцовский — упразднённый кордон (тип населенного пункта) в Искитимском районе Новосибирской области. На момент упразднения входил в состав Совхозного сельсовета. Исключен из учётных данных в 1977 году.

## География
Кордон располагался на правом берегу Новосибирского водохранилища в месте впадения в него реки Верхняя Ельцовка, в 5 км (по прямой) к северо-востоку от села Сосновка.

## История
Деревня Верх-Ельцовка относилась к одним из первых русских поселений в Сибири и была основана в 1626 году. В 1928 году деревня состояла из 222 хозяйств. В административном отношении являлась центром Верх-Ельцовского сельсовета Бердского района Новосибирского округа Сибирского края.
В 1953 году был начат процесс переселения жителей деревни во вновь возводимый населенный пункт — Сосновку. В том же году сельсовет объединен с Мильтюшинским сельсоветом в Сосновский сельсовет. В 1957 году деревня была затоплена водами Новосибирского водохранилища.
Решением Новосибирского облисполкома от 01.12.1977 г. № 799 кордон исключен из учётных данных.

## Население
По переписи 1926 г. в деревне проживало 1057 человек (507 мужчин и 550 женщин), основное население — русские.